# انتفاضة كربلاء (1915)
انتفاضة كربلاء عام 1915 كانت انتفاضة عربية ضد الدولة العثمانية وقعت في يونيو 1915.

## الخلفية
في وقت سابق، أضرّت الهزيمة العثمانية في معركة الشعيبة بهيبة العثمانيين في نظر العرب، وزادت من هذا التدهور الإطاحة الناجحة بالعثمانيين في انتفاضة النجف، والتي أظهرت لسكان كربلاء فاعلية الثورة، وهو ما شجعهم على المشاركة فيها، خاصةً بعد أن قام العثمانيون بنهب الطعام والمال والممتلكات من سكان كربلاء لدعم مجهودهم الحربي. كما بدأ مبعوثون من النجف بتشجيع قيام انتفاضة في كربلاء. كما أن النجاح الذي تحقق في النجف حول الثورة المحتملة في كربلاء إلى مسألة كرامة مدنية؛ إذ أصبح يُتداول بين الناس تساؤلات من قبيل: "هل أهل النجف أفضل منا؟ أم أشجع؟ أم أكثر رجولة؟".

## الانتفاضة
بدأت الانتفاضة في 27 يونيو 1915، عندما هاجمت قبائل إمارة بني حسن المباني الحكومية في كربلاء. وكان من بين الثوار أيضًا بعض الفارّين من الجيش العثماني. قام الثوار من أبناء القبائل، والذين لم يكن لهم قيادة مركزية، بإحراق المباني البلدية والمدارس الحكومية والمستشفى و200 منزل في الضواحي، كانت غالبيتها تعود لفُرس يعيشون ويتاجرون ضمن المجتمع العربي. يشير تشارلز تريب إلى أن الانتفاضة، رغم كونها مناهضة للعثمانيين بشكل عام، لم تكن دعماً للمجهود الحربي البريطاني، بل كانت تهدف لمنح المدينة استقلالاً إدارياً أوسع. وانتهت الانتفاضة بانسحاب القوات العثمانية، مما ضمن انتصار الثوار واستقلال كربلاء عن الإمبراطورية العثمانية.

## ما بعد الانتفاضة
بعد استقلال كربلاء عن الإمبراطورية العثمانية، أصبحت ملاذًا للفارّين من الجيش العثماني. ومع ذلك، عانت المدينة من غياب القيادة المركزية، ولم تتمكن من إقامة اتصال مع القوات البريطانية في الجنوب بسبب وجود قبائل لا تزال موالية للعثمانيين تفصل بينهما. وأعادت الإمبراطورية العثمانية السيطرة على كربلاء في عام 1916 بعد انتصارها في حصار الكوت.